# The Lebanese Rocket Society
Pour plus de détails, voir Fiche technique et Distribution.
The Lebanese Rocket Society ou L'Étrange histoire de l'aventure spatiale libanaise est un documentaire franco-libanais réalisé par Joana Hadjithomas et Khalil Joreige, sorti le 1er mai 2013.

## Synopsis
Dans les années 1960, le Liban fut le premier pays arabe à commencer à envoyer des fusées dans le ciel, les Cèdres. Emmené par Manoug Manougian (en), leur professeur de physique, un petit groupe d'étudiants de l'Université Haigazian commence des tests et les premiers lancements en vue de conquérir l'espace. Leurs travaux prendront de plus en plus d'ampleur au point de faire la une des journaux, de devenir une fierté nationale. 
Qui étaient ces jeunes gens ? Pourquoi se sont-ils arrêtés ? Et surtout, pourquoi tout cela a-t-il été totalement oublié ? Jean-Michel Frodon souligne : « Joana Hadjithomas et Khalil Joreige ne sont pas historiens. Ils ne décrivent pas seulement ce qui s’est produit. Ils travaillent ce qui vibre aujourd’hui autour et à cause de cette histoire. Cinéastes, les deux auteurs sont aussi plasticiens, ils ont le sens de la fabrication d’objets et de la mise en place de situations qui, différemment du cinéma, provoquent eux aussi des émotions, et de la pensée. ».

## Fiche technique
- Réalisation : Joana Hadjithomas et Khalil Joreige
- Production : Édouard Mauriat (Mille et une productions), et Georges Shoucair (Abbout Productions)
- Distribution France : Urban Distribution
- Photographie : Jeanne Lapoirie et Khalil Joreige
- Animation : Ghassan Halawani
- Montage :  Tina Baz
- Musique : Scrambled Eggs
- Genre : documentaire
- Pays d'origine :  France,  Liban
- Format : DCP

## Distribution
- Manoug Manougian (en)
- John Markarian
- Youssef Wehbé
- Harry Koundakjian (en)
- Joseph Sfeir
- Hampar Karagezian
- Paul Haidostian
- Assad Jradi
- Zafer Azar
- Son Excellence Le Ministre Ziad Baroud
- Son Excellence Le Ministre Tarek Mitri
- Fouad Matta
- Hala Haddad
- Joseph Hanna
- Joana Hadjithomas
- Khalil Joreige
- Jana Wehbe

## Sélections en festivals
- Sélection au Festival international du film de Toronto 2012[3]
- Sélection officielle au Doha Tribeca Film Festival 2012[4]
- Sélection au Cinéma du réel, section Pays rêvés, pays réels[5]